# Gynacantha limbalis
Gynacantha limbalis – gatunek ważki z rodziny żagnicowatych (Aeshnidae).